# Königliche Löwenjagd (Ninive)

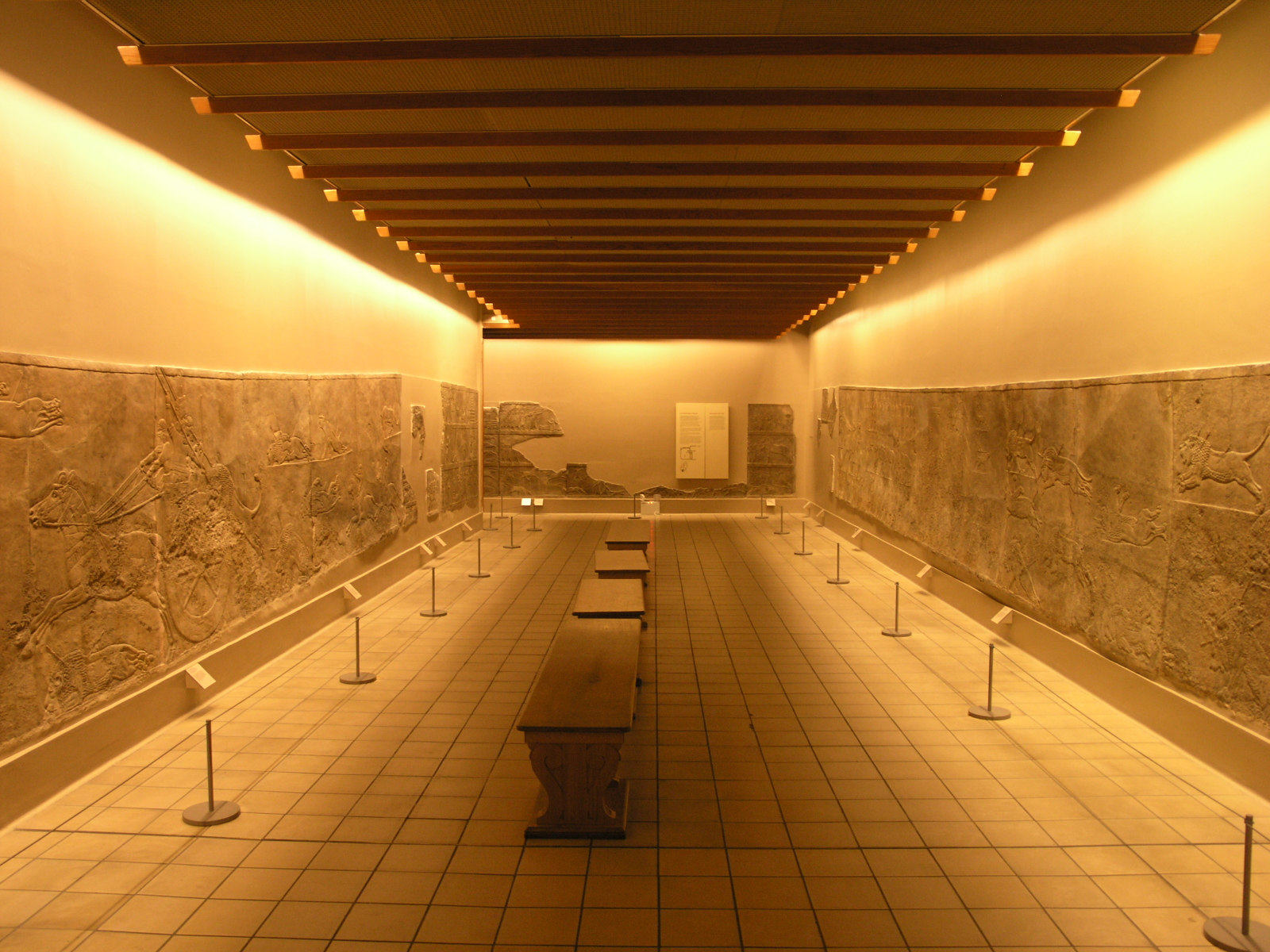
Die große Löwenjagd aus Ninive in Raum 10 des British Museum

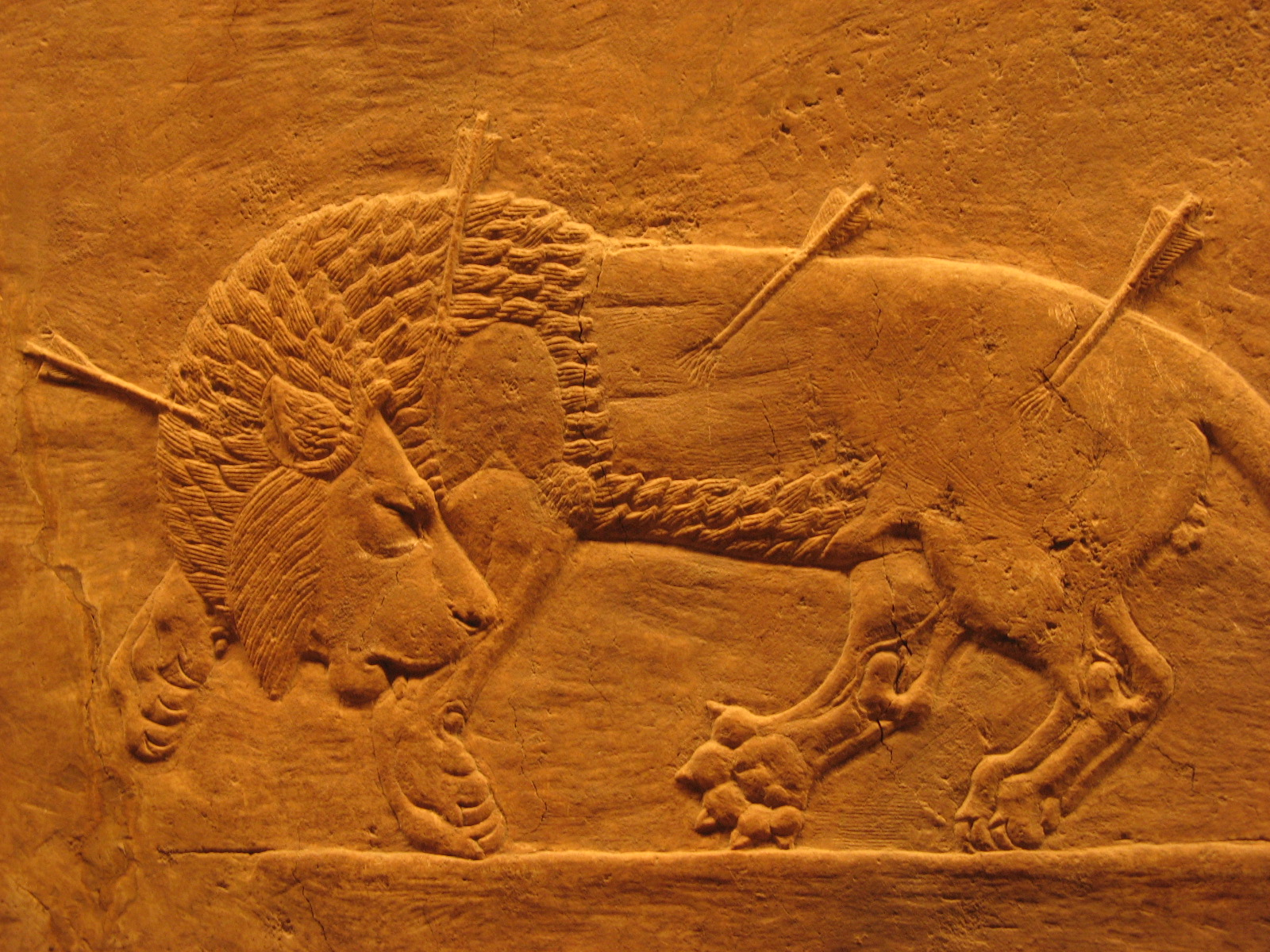
Ausschnitt aus der sog. großen Löwenjagd

Königliche Löwenjagd ist die Bezeichnung für drei Reliefs aus dem Palast des neuassyrischen Königs Assurbanipal in Ninive, Mesopotamien. Sie befinden sich heute im British Museum in London.

## Kleine Löwenjagd
Die kleine Löwenjagd ist in 1,58 m hohes Alabasterrelief, bestehend aus zwei Platten. Diese wurden in Raum S des Palastes gefunden, stammten vermutlich aber ursprünglich aus einem oberen Stockwerk, so dass sie in Versturzlage gefunden worden wären. Die Platten stellen verschiedene Szenen aus einer Löwenjagd dar, die ihrerseits durch eine Beischrift erläutert werden. Demnach wurde der Löwe zunächst mit einem Pfeil angeschossen und dann vom König mit einem Schwert getötet. In einer anderen Szene wird der Löwe vom König mit einer Keule erschlagen. Das unterste Fries zeigt eine Opferszene, die sich der Jagd wohl anschloss.

## Löwenjagd
Die Löwenjagd ist ein nur 65 cm hohes Alabasterrelief, das den Herrscher zu Pferd bei der Jagd darstellt. Der Herrscher ersticht dabei eine angreifende Raubkatze mit einer Lanze.

## Große Löwenjagd
Die große Löwenjagd ist ein Reliefzyklus aus Alabaster, der mit einer Gesamthöhe von 1,60 m den gesamten Raum C des Nordpalastes schmückte. Assurbanipal ist auf mehreren Platten in voller Ausnutzung der Höhe in einem Streitwagen dargestellt, während die Löwen frei in den Raum gesetzt sind.